# Adtran
Das Unternehmen Adtran verkauft Hard- und Softwarekomponenten für kabelgebundene Sprach- und Datennetze sowie entsprechende Installations-, Wartungs- und Beratungsleistungen. Der Firmensitz befindet sich in Huntsville, Alabama.
Adtran war Bestandteil des NASDAQ-100 von 1996 bis 1998.
Das Unternehmen war Nummer 85 auf der Liste „Hot Growth Companies“ der BusinessWeek's 100 im Jahr 2006.

## Geschichte
Adtran wurde 1985 von Mark C. Smith und Lonnie S. McMillian, gegründet und begann seine Geschäftstätigkeit 1986.
Die AT&T divestiture Restrictionen der Regional Bell Operating Companies (RBOCs) ermöglichten einen Marktzugang für Unternehmen wie Adtran, um Netzwerkequipment zu verkaufen, sowohl für die sieben RBOCs als auch an andere freie Telekommunikationsunternehmen.
Im Dezember 2011 meldete Adtran, die Breitbandsparte von der zu diesem Zeitpunkt kriselnden Nokia Siemens Networks (NSN) erwerben zu wollen. Der Kauf wurde am 6. März 2012 abgeschlossen. Seit diesem Zeitpunkt gehörten beispielsweise München, Berlin und Greifswald zu den Adtran-Standorten in Deutschland (Teilweise an den NSN-Standorten).
Am 30. August 2021 wurde die Absicht Adtrans zur Übernahme des deutschen Unternehmens ADVA Optical Networking bekannt. Das Übernahmeangebot bewertet ADVA mit 759 Millionen Euro und geht mit einem Aktienumtausch einher. Die Fusion wurde im Juli 2022 vollzogen und ADVA in Adtran Networks SE umbenannt. Mit dieser Übernahme übernahm Adtran auch den Platz von ADVA im TecDAX.
Am 19. September 2022 ist die Adtran-Aktie vom Börsenindex SDAX in den MDAX aufgestiegen.